# Chris Fehn
 (janvier 2024).
Pour les articles homonymes, voir Fehn.
Chris Michaeel Fehn, né le 24 février 1973, est un musicien américain. Il est connu pour être ancien membre de Slipknot. Il porte un masque inspiré des Tengu.

## Détails
Chris portait à la base un masque de médecin de peste puis le remplaça par un mélange entre ceci et un masque de menteur qui couvre tout le visage. Il est aussi appelé dans le groupe Pornocchio car il imitait souvent sur scène une masturbation avec son long nez.
Il laissait parfois voir ses cheveux comme lors de l'événement "A day of the Gusano 2015" à Mexico (Mexique). Il était le numéro trois. Il s'occupait également du chant dans certaines chansons. C'était le comique du groupe, mais on dit aussi qu'en dépit de son apparence bizarre et de son comportement parfois déchaîné sur scène, il était un peu le « modérateur » du groupe et s'occupait souvent de tempérer les autres membres, notamment Shawn Crahan et Sid Wilson qui ne cessent de se battre lorsqu'ils sont sur scène. Dans son adolescence, son groupe préféré était Sepultura. Ses percussions sont constituées de plusieurs tambours et de grosses caisses[réf. nécessaire].
Le 18 mars 2019, Slipknot licencie Fehn car ce dernier a porté plainte contre le groupe, les accusant de ne pas répartir équitablement les gains financiers,.

## Anecdotes
- On peut l'entendre vomir dans la chanson Scissors de Slipknot à la dernière seconde. Ce sample a été enregistré lorsque le groupe l'a forcé à regarder un film à caractère scatophile[réf. nécessaire].
- Il serait atteint de pyromanie[réf. nécessaire].
- Il adorerait collectionner des cartes de baseball et de football américain[réf. nécessaire].

## Équipement
- Un Tom 16".
- Deux Toms plus petits.
- Une grosse caisse.

Le tout monté sur vérins hydrauliques permettant des rotations au kit.